# 稲垣勝巳
稲垣 勝巳(いながき かつみ、1948年-)は日本の教育者、学校心理士、臨床催眠実践者、SAM前世療法（）の創始者であり、稲垣勝巳メンタルヘルス研究室主宰。日本教育催眠学会理事。日本教育催眠学会研修委員長(稲垣勝巳 2010)。
超心理学におけるサバイバル仮説を裏付ける応答型真性異言発現事例・ラタラジューの事例におけるセラピストである。

## 略歴
幼少の頃より、催眠の施療を行う祖父を見て育つ。岐阜県立岐阜高等学校を卒業後、国立岐阜大学教育学部に進学、教員として岐阜市立加納中学校などに勤務。
35歳で、現職のまま上越教育大学大学院に研修派遣され、マズローの研究から、教育催眠の可能性に目覚め、その実践を志す。
教育催眠としての児童生徒を対象とした催眠面接は、教員在職期間中だけで1200名、のべ3000回を超え、児童生徒とその保護者が希望した場合のみ、面接記録を逐一カルテに残す形式で実施。
初期の頃から76%を超える改善率を誇り、その評判を聞きつけた、児童の保護者など成人への催眠面接も次第に行うようになる。
2002年ごろから、ワイスの著作に触発され、通常の催眠では効果の得られない場合に限り、試験的に前世療法を始める。
2004年9月、ワイス式前世療法による最初期1事例を学会発表。
この事例は、主訴改善効果については著効を認めたものの、厳密な検証を可能ならしめる程の詳細な前世に関わる情報がクライアントから得られず、催眠学上の要求特性による作話ではないか？との疑いを指摘され、自身もその疑いを否定できなかったこともあり、前世の有無については判断留保。
2005年、脊椎側彎症に苦しむ中部地方在住の主婦・理沙さん(仮名)に前世療法を施した際、江戸時代の娘タエの人格が極めて鮮明に出現し、セッションが不十分なまま終了してしまった。そのため、数名の見学者同席のもと、撮影を含めた実験セッションの許可を取りつけ、初回セッション約二ヶ月後2005年6月4日に再度実施。
その際、彼女には知りえない情報を豊富かつ正確に語ったとして、同席者の強い勧めもあり、春秋社より『前世療法の探究』を上梓。
出版後TV番組で取り上げられ、大きな反響を得る。
理沙さんの前世人格たるタエと守護霊の語りのうち、検証可能な事項の事実との合致率は8割を超えたものの、未だ超心理学における超ESP仮説による反論が前世の存在を否定できてしまう為に、死後存続の決定的な証拠とは成り得なかった。セッションの終盤、ネパール語の発話とおぼしき異言が確認されたため、真性異言かもしれないと期待したが、真偽不明のまま判断留保。
先述の書籍出版を受けて、加納中学校時代の教え子である医学博士末武信宏医師と30年ぶりに邂逅。
その後、2009年3月11日には末武医師、中部大学大門正幸英語学教授、岡本聡近代文学准教授の4名で、真性異言研究チームを結成し、理沙さんをクライアントに前世療法の再セッションを計画。
2009年5月9日、理沙さんに対するSAM前世療法を実施し、応答型真性異言現象(responsive xenoglossy)の表出を含むラタラジューの事例の撮影に成功。応答型真性異言の映像化は、世界初の快挙であった。
この事実は、TVにて放映され、研究チームなどによる厳密な検証の結果、正真正銘の真性異言であることが確認された。
生育歴の徹底的な検証や、ポリグラフ鑑定などによる検証の結果、ネパール語を一度も学んだ事がない主婦理沙さんが、ネパール語の会話を約30分間行い、6割以上の会話が成立していたという顕著な事例であった。
現在は、SAM前世療法を中心とした催眠セッションの実践を通し、極めて深い催眠状態で起こる超常的意識現象の探究を深めつつ、死後存続が科学的事実である事を弘めるべく、ブログなどで情報を発信し続けている。

## 著作
- 稲垣勝巳『前世療法の探究』春秋社、2006年。ISBN 978-4-393-36121-4。
- 稲垣勝巳『「生まれ変わり」が科学的に証明された!: ネパール人男性の前世をもつ女性の実証検証』ナチュラルスピリットパブリッシング80、2010年。ISBN 978-4-903821-81-8。

## 出演
- 奇跡体験!アンビリバボー(フジテレビ、2006年10月12日)
- 奇跡体験!アンビリバボー(フジテレビ、2010年8月5日)